# Championnats du monde de cyclo-cross 1988
Navigation
Édition précédente Édition suivante
Les championnats du monde de cyclo-cross 1988 ont lieu les 30 et 31 janvier 1988 à Hägendorf en Suisse. Trois épreuves masculines sont au programme.

## Podiums
| Épreuves | Or                  | Argent             | Bronze         |
| -------- | ------------------- | ------------------ | -------------- |
| Élites   | Pascal Richard      | Adrie van der Poel | Beat Breu      |
| Amateurs | Karel Camrda        | Roger Honegger     | Henrik Djernis |
| Juniors  | Thomas Frischknecht | Maik Müller        | Daniel Rech    |

## Résultats

### Classement des élites
| Pos. | Cycliste            | Pays     | Temps           |
| ---- | ------------------- | -------- | --------------- |
|      | Pascal Richard      | Suisse   | 1 h 20 min 27 s |
|      | Adrie van der Poel  | Pays-Bas | + 1:40          |
|      | Beat Breu           | Suisse   | + 1:52          |
| 4    | Albert Zweifel      | Suisse   | + 4:10          |
| 5    | Christophe Lavainne | France   | + 5:02          |
| 6    | Roland Liboton      | Belgique | + 5:47          |
| 7    | Hans-Ruedi Büchi    | Suisse   | + 5:47          |
| 8    | Hennie Stamsnijder  | Pays-Bas | + 6:32          |
| 9    | Ivan Messelis       | Belgique | + 6:39          |
| 10   | Yvon Madiot         | France   | + 7:59          |

### Classement des amateurs
| Pos. | Cycliste        | Pays            | Temps           |
| ---- | --------------- | --------------- | --------------- |
|      | Karel Camrda    | Tchécoslovaquie | 1 h 01 min 27 s |
|      | Roger Honegger  | Suisse          | + 0:25          |
|      | Henrik Djernis  | Danemark        | + 1:06          |
| 4    | Bruno D'Arsié   | Suisse          | + 1:32          |
| 5    | Didier Martinez | France          | + 1:33          |
| 6    | Vito Di Tano    | Italie          | + 1:34          |
| 7    | Dieter Runkel   | Suisse          | + 1:35          |
| 8    | Bruno Lebras    | France          | + 3:20          |
| 9    | Timothy Gould   | Grande-Bretagne | + 3:28          |
| 10   | Eric Vervaet    | Belgique        | + 3:56          |

### Classement des juniors
| Pos. | Cycliste            | Pays                 | Temps       |
| ---- | ------------------- | -------------------- | ----------- |
|      | Thomas Frischknecht | Suisse               | 44 min 13 s |
|      | Maik Müller         | Allemagne de l'Ouest | + 0:23      |
|      | Daniel Rech         | Tchécoslovaquie      | + 1:05      |
| 4    | Reto Matt           | Allemagne de l'Ouest | + 1:21      |
| 5    | Pascal Müller       | Suisse               | + 1:25      |
| 6    | Martin Obrist       | Suisse               | + 1:49      |
| 7    | Pedro Roselle       | Belgique             | + 2:29      |
| 8    | Ivan Benedetti      | Italie               | + 2:32      |
| 9    | David Pagnier       | France               | + 2:42      |
| 10   | Ján Žilovec         | Tchécoslovaquie      | + 2:43      |

## Tableau des médailles
| Rang | Nation               | Or | Argent | Bronze | Total |
| ---- | -------------------- | -- | ------ | ------ | ----- |
| 1    | Suisse               | 2  | 1      | 1      | 4     |
| 2    | Tchécoslovaquie      | 1  | 0      | 1      | 2     |
| 3    | Pays-Bas             | 0  | 1      | 0      | 1     |
| 3    | Allemagne de l'Ouest | 0  | 1      | 0      | 1     |
| 5    | Danemark             | 0  | 0      | 1      | 1     |